# St. Louis Blues (pel·lícula de 1939)
|  | Aquest article tracta sobre la pel·lícula del 1939 dirigida per Raoul Walsh. Vegeu-ne altres significats a «St. Louis Blues (desambiguació)». |

St. Louis Blues és una pel·lícula dels Estats Units dirigida per Raoul Walsh i estrenada el 1939.

## Argument
St. Louis Blues és una pel·lícula musical del 1939 dirigida per Raoul Walsh que té lloc en un vaixell del Riu Mississipi. Encara que la trama no està relacionada amb la cançó, "St. Louis Blues" es cantava com un dels números. Els artistes incloïen el cantant de jazz Maxine Sullivan i compositor/cantant/actor Hoagy Carmichael. Protagonitzaven la pel·lícula Dorothy Lamour, Lloyd Nolan, Tito Guízar i Jerome Cowan.

## Repartiment
- Dorothy Lamour: Norma Malone
- Lloyd Nolan: Dave Geurney
- Tito Guízar: Rafael San Ramos
- Jerome Cowan: Ivan DeBrett
- Jessie Ralph: Tia Tibbie
- William Frawley: Major Martingale
- Mary Parker: Punkins
- Maxine Sullivan: Ida
- Cliff Nazarro: Shorty
- Victor Kilian: Xèrif Burdick
- Walter Soderling: M. Hovey